# 강화고등학교
강화고등학교(江華高等學校)는 대한민국 인천광역시 강화군 강화읍 국화리에 있는 공립 고등학교이다.

## 학교 연혁
- 1945년 4월 1일 : 강화 공립 농업학교 인가(4년제 4학급)
- 1945년 5월 10일 : 강화 공립 농업학교 개교 (4년제 4학급)
- 1947년 10월 20일 : 강화 공립 농업학교(6년제) 6학급 학칙 변경 인가
- 1951년 8월 31일 : 강화중, 강화 농업고등학교 각 6학급 학칙 변경 인가
- 1954년 5월 22일 : 강화 공업고등학교 9학급 학칙 변경 인가
- 1958년 3월 1일 : 강화 고등학교로 학칙 변경 인가
- 1971년 12월 20일 : 강화 종합고등학교로 학칙변경 상과 3학급 인가(총9학급)
- 1973년 9월 1일 : 강화 중학교 분리
- 1977년 3월 15일 : 교사(18교실) 및 부속 건물 신축
- 1994년 5월 28일 : 특별 교실 증축
- 1996년 4월 30일 : 축구부 창단
- 1999년 11월 8일 : 학교 급식 실시
- 2004년 12월 7일 : 도서관 및 멀티영상관 개관
- 2011년 12월 22일 : 기숙사(청운학사) 준공
- 2012년 3월 1일 : 기술형고 자율 고등학교 선정
- 2022년 1월 28일 : 제72회 졸업식(149명) (연인원 15,006명)
- 2022년 3월 1일 : 이성규 교장 취임

## 주요 시설

### 운동장
강화고등학교 운동장(江華高等學校運動場)은 강화고등학교 내에 설치된 스포츠 시설이다. 2000년 전국소년체육대회 축구 종목이 개최되었다.

## 참고 문헌
- 강화고등학교 - 한국교육학술정보원 학교알리미